# Clinton P. Anderson
Clinton P. Anderson (Centerville, 1895. október 23. – Albuquerque, 1975. november 11.) az Amerikai Egyesült Államok szenátora (Új-Mexikó, 1949–1973).

## Élete
1895-ben született a dél-dakotai Centerville-ben. Szülei Andrew Jay és Hattie Belle Anderson voltak. 1913-tól 1915-ig a Dakota Wesleyan Universityn tanult, majd 1915-től 1916-ig a Michigani Egyetemen folytatta tanulmányait, de nem szerzett diplomát.

## Magánélete
1921. június 22-én házasodott össze Henrietta McCartney-val. Két gyermekük született: Sherburne Presba Anderson és Nancy Anderson.
1975. november 11-én hunyt el Albuquerque-ben, agyvérzés következtében. A Fairview Memorial Parkban temették el. Felesége 1994. június 7-én hunyt el.

## Öröksége
1977-ben beválogatták az International Space Hall of Fame-be. Az HBO 1998-as From the Earth to the Moon című minisorozatában Mason Adams alakítottaa Anderson karakterét.